# Авербух, Валерий Иосифович
Валерий Иосифович Авербух (1945, Залари — 11 декабря 2001, Иркутск) — советский и российский тренер по лёгкой атлетике. Мастер спорта СССР. Заслуженный тренер СССР (1992).

## Биография
Валерий Иосифович Авербух родился в 1945 году в поселке Залари Иркутской области. В 13 лет начал заниматься лёгкой атлетикой. После окончания школы переехал в Иркутск, где тренировался в десятиборье у Александра Рудских. В 19 лет вошёл в сборную команду РСФСР, в составе которой в дальнейшем стал неоднократным призёром всесоюзных и международных соревнований.
С 1969 по 1977 год Валерий Иосифович был преподавателем Иркутского техникума физической культуры. С 1977 года Авербух работал старшим тренером по лёгкой атлетике в Иркутской областной школе высшего спортивного мастерства комитета по физической культуре, спорту и туризму администрации области.
Подготовил более 20 мастеров спорта, в том числе трёх мастеров спорта международного класса, среди которых:
- Ирина Белова — серебряный призёр Олимпиады 1992 года, призёр чемпионатов мира и Европы[1].
- Александр Авербух — двукратный чемпион Европы (2002, 2006), призёр чемпионатов мира.
- Ольга Курбан — участница Олимпиады 2012 года, двукратная чемпионка России (2008, 2011).

Умер 11 декабря 2001 года от рака.
В Иркутске ежегодно проводятся соревнования по лёгкой атлетике «Мемориал памяти заслуженного тренера СССР Валерия Иосифовича Авербуха».

### Семья
Был женат на Сталине Алексеевне Авербух (Исаевой) — бывшей спортсменке, преподавателе лёгкой атлетики в Иркутском техникуме физической культуры. Воспитывал двух сыновей — Евгения (1973—1996) и Александра (род. 1974).